# Ingen
Pour les articles homonymes, voir Ingen (homonymie).
Ingen (Ingenius en latin) est un roi légendaire de l’île de Bretagne (actuelle Grande-Bretagne), dont l’« histoire » est rapportée par Geoffroy de Monmouth dans son Historia regum Britanniae (vers 1135). Il est le quatrième fils du roi Morvidus.

## Le royaume de l’île de Bretagne
Après la guerre de Troie, Énée arrive en Italie, avec son fils Ascagne et devient le maître du royaume des Romains. Son petit-fils Brutus est contraint à l’exil après avoir accidentellement tué son père. Après une longue navigation, Brutus débarque dans l’île de Bretagne, l’occupe et en fait son royaume. Il épouse Innogen dont il a trois fils. À sa mort, le royaume est partagé en trois parties et ses fils lui succèdent : Locrinus reçoit le centre de l’île à qui il donne le nom de « Loegrie », Kamber reçoit la « Cambrie » (actuel Pays de Galles) et lui donne son nom, Albanactus hérite de la région du nord et l’appelle « Albanie » (Écosse). À la suite de l’invasion de l’Albanie par les Huns et de la mort d’Albanactus, le royaume est réunifié sous la souveraineté de Locrinus. C’est le début d’une longue liste de souverains.

## Le règne d’Ingen
À la mort du roi Morvidus, Arthgallo son fils ainé lui succède. Il est bientôt destitué par une révolte des nobles qu’il dépouille de leurs richesses. Son frère Elidur le remplace sur le trône. Pendant 5 ans, le roi déchu tente vainement de constituer une armée afin de reprendre sa place. À la suite d’une rencontre fortuite en forêt de Calaterium, Elidur restaure Arthgallo à la tête du royaume, son règne va durer 10 ans.
Elidur reprend la couronne pour une seconde fois. Mais Ingen et Peredur, les deux autres frères lèvent une armée et se rebellent contre le roi. Celui-ci est vaincu et fait prisonnier dans une tour de Trinovantum. Les nouveaux rois se partagent le territoire, Ingen prend l’ouest de la Humber et Peredur accapare l’est avec l’Albanie. Ingen meurt sept ans plus tard, Peredur récupère alors la totalité du royaume et « gouverne avec bienveillance et modération ».

## Source
- Geoffroy de Monmouth, Histoire des rois de Bretagne, traduit et commenté par Laurence Mathey-Maille, Les Belles lettres, coll. « La Roue à livres », Paris, 2004,  (ISBN 2-251-33917-5).